# Trojan Records
Pour les articles homonymes, voir Trojan.
Trojan Records est un label discographique britannique de ska, rocksteady, reggae, et dub.

## Histoire
En juillet 1967, Chris Blackwell et Lee Gopthal, les patrons de Island Records, décident de lancer une filiale de leur label jamaïcain destiné à la commercialisation de productions jamaïcaines sur le marché britannique. Le nom de ce nouveau label fait directement référence au célèbre DJ Duke Reid, également patron du prolifique label Treasure Isle et dont le surnom était The Trojan (« le Troyen »). En effet sur les flancs de sa camionnette Trojan, Duke Reid avait inscrit l'inscription : « The Trojan King of Sound System ». Pour le logo du label, Blackwell et Gopthal s'inspirent évidemment du casque des guerriers de la Grèce antique.
Le catalogue de Trojan Records qui édite les réalisations des plus importants producteurs jamaïcains (entre autres : Coxsone Dodd, Lee Perry, Clancy Eccles, etc.) reçoit un succès immédiat auprès des jeunes de la classe ouvrière anglaise, non seulement auprès des enfants d'immigrés jamaïcains, mais aussi des jeunes skinheads, qui, comme leurs aînés les mods, sont férus de musique noire. Trojan Records a publié des chansons de Toots and the Maytals (l'artiste qui a introduit le terme « reggae » dans la chanson) et a contribué à augmenter la popularité du reggae au Royaume-Uni. Matthew Sherman explique, « (Toots) il gagnait également en visibilité au Royaume-Uni - des enregistrements de 1969 et 1970 appartenaient à Trojan Records, qui ont sorti deux autres albums, Monkey Man (1969) et From the Roots (1970), qui ont très bien marché au Royaume-Uni et ont aidé Toots à conquérir des adeptes dans le pays. » Des musiciens tels que le batteur Paul Douglas et le bassiste Jackie Jackson peuvent être entendus sur des chansons de Trojan publiées pour plusieurs artistes, dont Clancy Eccles et Toots and the Maytals,.
De 1967 à la fin des années 1970, Trojan Records va suivre à travers son catalogue l'évolution de la musique jamaïcaine : ska, rocksteady, early reggae, roots reggae. Mais il reste le label référence concernant la période 1968-1971 appelée également « skinhead reggae » avec des hits tels que Liquidator de Harry J, Israelites de Desmond Dekker, Return of Django de Lee Perry ou encore Double Barrel de Dave and Ansel Collins. Les difficultés financières font que le label est racheté une première fois en 1975 par Marcel Rodd, le patron du label Saga, puis une seconde fois en 2001 par Sanctuary Records, pour finalement être absorbé par Universal en 2007. La société étendra ensuite son éventail de styles musicaux à des genres comme le jungle (drum and bass) par exemple. Trojan publie également des compilations par thèmes comprenant 50 titres sur 3 CD.

## Artistes
- Horace Andy
- Bob and Marcia
- The Cimarons
- Dave and Ancel Collins
- Desmond Dekker
- Judge Dread
- Greyhound
- John Holt
- Pat Kelly
- The Maytals
- Lee Perry
- Nicky Thomas
- U Roy
- The Wailers

## Compilations et coffrets
- Trojan Box-Set: Skinhead Reggae
- Trojan Box-Set: Mod Reggae
- Trojan Box-Set: Mod Reggae, Vol.2
- Trojan Box-Set: Rude Boy
- Trojan Box-Set: Suedehead
- Trojan Box-Set: Sixties
- Trojan Box-Set: Seventies
- Trojan Box-Set: Eighties
- Trojan Box-Set: Reggae Chill-Out
- Trojan Box-Set: Originals
- Trojan Box-Set: X-Rated
- Trojan Box-Set: Dub
- Trojan Box-Set: Dub, Vol.2
- Trojan Box-Set: Dub Rarities
- Trojan Box-Set: UK Hits
- Trojan Box-Set: Ska
- Trojan Box-Set: Ska, Vol.2
- Trojan Box-Set: Ska Rarities
- Trojan Box-Set: Ska Revival
- Trojan Box-Set: Rocksteady
- Trojan Box-Set: Rocksteady Rarities
- Trojan Box-Set: Jamaican Hits
- Trojan Box-Set: Beatles Tribute
- Trojan Box-Set: Bob Marley Covers
- Trojan Box-Set: British Reggae
- Trojan Box-Set: Calypso
- Trojan Box-Set: Carnival
- Trojan Box-Set: Club Reggae
- Yesterday (Beatles Tribute)
- Yesterday 2